# Півсоверена
Півсоверена (англ. Half sovereign) – англійська та британська золота монета, коштом у 1/2 соверена, еквівалентна 1/2 фунта стерлінгів. До реформи 1971 року дорівнював 10 шилінгів, чи 120 пенсів. Після відміни золотого стандарту півсоверени карбувалися обмеженими партіями, як пам’ятні монети для колекціонерів, значно дорожче від номіналу.

## Історія
Півсоверена був вперше введений в 1544 році за часів англійського короля Генріха VIII. Після 1604 року, карбування монет соверен та півсоверена припинено до 1817 року, основною монетою того періоду стала золота гінея. Карбування монет тривало до 1926 року.  Після цього карбування було епізодичним.
Півсоверена з 1817 року, мають діаметр 19,30 мм, товщину ~ 0,99 мм, вагу 3,99 г, викарбувані з 22-каратного золота і містять 0,1176 тройських унцій (3,6575 г) золота. З 1893 року зображення реверса, святий Георгій, який вбиває дракона, зображення було розроблено Бенедетто Піструччі (його ініціали праворуч від дати карбування, «B.P.»). До цього часу реверс монети ніс на собі герб увінчаний короною. На аверсі був портрет правлячого монарха.

## Вигляд монети
На аверсі завжди був портрет правлячого монарха.
За часів короля Георга ІІІ (після відновлення карбування монети у 1817 році) на аверсі також розміщувався напис «GEORGIUS III DEI GRATIA», а також був рік карбування. На реверсі розміщувався герб увінчаний короною, а також напис «BRITANNIARUM REX FID: DEF:».
За часів короля Георга IV на аверсі розміщувався напис навколо портрету «GEORGIUS IIII D: G: BRITANNIAR: REX F:D:», нижче портрету літери «В.P.». Цікаве, використання для позначення цифри «4» символу «ІІІІ», замість сучасного «IV». На реверсі розміщувався герб увінчаний короною нижче якого рослинний орнамент з використанням королівських символів Англії (троянда), Шотландії (будяк) та Ірландії (конюшина), також напис «ANNO» та рік карбування. Але вже монети з 1827 року набули вигляду монет попереднього короля, на аверсі також розміщувався напис «GEORGIUS IV DEI GRATIA», а також був рік карбування. На реверсі розміщувався герб увінчаний короною, а також напис «BRITANNIARUM REX FID: DEF:».
За часів короля  Вільгельма IV на аверсі розміщувався напис навколо портрету «GULIELMUS IIII D: G: BRITANNIAR: REX F:D:». На реверсі розміщувався герб увінчаний короною, а також напис «ANNO» та рік карбування.
За часів королеви Вікторії півсоверена набув вигляду монети Георга ІІІ. На аверсі навколо портрету королеви розміщувався напис «VICTORIA DEI GRATIA», а також був рік карбування. На реверсі розміщувався герб увінчаний короною, а також напис «BRITANNIARUM REGINA FID: DEF:». 
У 1887 році були викарбувані півсоверени нового типу, де змінився портрет королеви. Ініціали художника були «J.E.B.». Рік випуску монети перейшов на реверс.
З 1893 року суттєво змінився дизайн монет, вони почали карбуватися з зображенням святого Георгія на реверсі, замість гербу. Крім зображення святого на коні, який вражає змія, на реверсі також була дата випуску монети (для перших монет цієї серії «1893»). На аверсі з поновленим портретом королеви розміщувався напис «VICTORIA DEI GRA BRITT REGINA FID DEF IND IMP», усі слова були розділені крапками. Ініціали художника позначені літерами «Т.В.».
За часів короля  Едуарда VII на аверсі навколо портрету монарха розміщувався напис «EDWARDVS VII D: G: BRITT: OMN: REX F:D: IND: IMP:». Ініціали художника позначені літерами «D.L.S.». Реверс монети був ідентичним до вікторіанського півсоверена. У цих монетах цікава особливість у написанні імені короля, де передостання літера «V» замість «U».  
За часів короля Георга V на аверсі навколо портрету монарха розміщувався напис «GEORGIVS V D. G. BRITT: OMN: REX F.D. IND: IMP:». Ініціали художника позначені літерами «В.М.». Реверс був ідентичним до попередніх випусків. Постійне карбування монет припинене у 1926 році.
Півсоверена 1937 року. На аверсі портрет Георга VI та напис «GEORGIVS VI D: G: BR: OMN: REX F:D: IND: IMP.».

## У кінематографі
- У радянському фільмі «Пригоди Шерлока Холмса і доктора Ватсона: Собака Баскервілів», коли кебмен приходить до Бейкер-стріт місіс Хадсон, обіцяє йому півсоверена, якщо він буде чесно відповідати на запитання. Також коли при розмові з Шерлоком Холмсом кебмен говорить, що знає прізвище свого пасажиру, Шерлок Холмс говорить доктору Ватсону, щоб той готував ще півсоверена.

## Джерело
- Зварич В.В. Нумизматический словарь. — Вища школа. — Львов : Издательство при ЛГУ, 1975. — С. 118 - 156с.(рос.)